# Корешков, Андрей Андреевич
Андрей Андреевич Корешков (род. 23 августа 1990 года, Омск, РСФСР, СССР) — профессиональный боец смешанного стиля из России, выступающий в полусредней весовой категории под эгидой Bellator MMA. Бывший чемпион Bellator в полусреднем весе.

## Биография
Родился 23 августа 1990 года в Омске. Окончил гимназию № 69. В настоящее время учится в Сибирском государственном университете физической культуры и спорта на факультете циклических, сложнокоординационных видов спорта и единоборств (в магистратуре).

## Спортивная карьера
Андрей Корешков начал свой путь в спорте с увлечения рукопашным боем и панкратионом. Мастер спорта по армейскому рукопашному бою, чемпионом мира по панкратиону 2010 года (г. Краков, Польша) и чемпион Первых Всемирных Игр единоборств по панкратиону (2010 год, Пекин, Китай).
Изначально тренировавшийся в ДЮСК «Сатурн-Профи» под руководством В.А. Зборовского, сегодня Андрей является учеником чемпиона Bellator и самого титулованного российского средневеса Александра Шлеменко. Проводящий, как и Шлеменко, свои бои в жёсткой, агрессивной, атакующей манере, Андрей дебютировал в профессиональных смешанных единоборствах 23 октября 2010 года на турнире WAFC во Владивостоке. Тогда ему понадобилось всего 60 секунд, чтобы заставить Алексея Аранзаева сдаться.
Второй профессиональный поединок Андрей провел на «Кубке Дружбы Народов» в Новосибирске. Его соперником был опытный Анзор Карданов, имевший на тот момент официальный рекорд в ММА: 3-3. Но Корешкову вновь понадобилось лишь 2 минуты и 3 секунды, чтобы отправить соперника в нокаут ударом колена.
Следующий бой у Андрея проходил 12 марта 2011 года, на турнире Fight Festival 30, который проходил в городе Хельсинки. Андрей победил нокаутом, ударом колена, на 11 секунде первого раунда.
21 апреля 2011 года в клубе Arena Moscow прошло яркое спортивное и светское мероприятие, информационным партнером которого выступил телеканал «Боец». В рамках весеннего сезона «Лиги S-70» лучшие бойцы школы «Самбо-70» встречались со сборной Испании. Среди которых был и Андрей. В своём поединке против Абдулы Дадаева он одержал победу болевым на руку, в первом раунде. Следующий бой Андрея проходил на Кубке Мэра в Хабаровске 7 мая 2011 года. Андрей в упорном бою, во втором раунде победил техническим нокаутом Эльдада Леви.
И шестой бой Андрей провёл 28 мая 2011 года во Владивостоке, где проходил традиционный турнир «Кубок Мэра», организаторами которого выступали Дальневосточная федерация современного панкратиона и ПСК «RusFighters» при поддержке администрации Владивостока. Андрей Корешков выступал против Тодора Железникова, бойца из Болгарии. Андрей одержал победу в первом раунде техническим нокаутом.

### Контракт с Bellator
Подписавшись с Bellator в 2012 году, Корешков выиграл досрочно первые два боя в новой организации и принял участие в Гран-при полусреднего веса.

В четвертьфинале, прошедшем на Bellator 74, его соперником стал американец Джордан Смит. Этот бой стал первым дошедшим до решения в карьере Корешкова. В первом раунде Андрей преобладал в стойке, однако американец в конце совершил две попытки проведения удушающих приёмов, которые омич пресёк. В начале второго раунда Смиту удалось захватить спину и он в течение большей части пятиминутки пытался провести «удушение сзади». Тем не менее Корешков сумел выйти из опасного положения и в третьем раунде вновь навязать сопернику свой план на бой. В итоге судьи единогласным решением отдали победу представителю Rusfighters (29—28, 29—28, 29—28).
В полуфинале Гран-при, который прошёл на Bellator 78, Спартанцу противостоял довольно опытный соперник Марюс Жаромскис. Андрей отправил его в нокдаун в первом раунде левым хуком, после чего провёл серию добивающих ударов. Рефери остановил бой, и Корешков победил техническим нокаутом.
В финале (Bellator 82) Андрей встретился с первым чемпионом Bellator в полусреднем весе — Лайманом Гудом. В первом раунде Корешков сумел отправить американца в нокдаун, однако завершить бой досрочно не смог. Во втором раунде Гуд смог перевести схватку в партер, где владел инициативой, но в третьем раунде Андрей снова начал вести бой в своей манере и победил единогласным решением судей.
14 июля 2018 года в Риме в рамках Bellator 203 состоялся бой между Андреем Корешковым и спортсменом из Черногории Васо Бакоцевичем. Поединок продлился недолго: в определённый момент Корешков отправил в нокаут Бакоцевича сильным ударом ноги с разворота в область селезёнки. Васо упал на настил. Андрей успел нанести несколько амплитудных ударов в голову, прежде чем рефери остановил поединок. Таким образом Корешков разобрался со своим очередным соперником за 1 минуту 6 секунд.

## Статистика ММА
| Боёв 30  | Побед 26 | Поражений 4 |
| -------- | -------- | ----------- |
| Нокаутом | 14       | 2           |
| Сдачей   | 4        | 1           |
| Решением | 8        | 1           |

| Результат | Рекорд | Соперник                     | Способ                                | Турнир                                             | Дата             | Раунд | Время | Место                          | Примечание                                         |
| --------- | ------ | ---------------------------- | ------------------------------------- | -------------------------------------------------- | ---------------- | ----- | ----- | ------------------------------ | -------------------------------------------------- |
| Победа    | 27-4   | Лоренц Ларкин                | Раздельное решение                    | Bellator MMA x Rizin 2                             | 29 июля 2023     | 3     | 5:00  | Сайтама, Япония                |                                                    |
| Победа    | 26-4   | Леонардо Кавальеро да Сильва | ТKO (удары)                           | Shlemenko FC 4 - Shlemenko Fighting Championship 4 | 18 июня 2022     | 2     | 2:39  | Омск, Россия                   |                                                    |
| Победа    | 25-4   | Ченси Ренкаунтри             | ТKO (удар ногой в корпус и добивание) | Bellator 274                                       | 19 февраля 2022  | 1     | 0:38  | Анкасвилл, США                 |                                                    |
| Победа    | 24-4   | Сабах Хомаси                 | Единогласное решение                  | Bellator 264                                       | 13 августа 2021  | 3     | 5:00  | Анкасвилл, США                 |                                                    |
| Победа    | 23-4   | Адриано Родригес             | Болевым приемом (рычаг локтя)         | AMC Fight Nights Сочи                              | 23 февраля 2021  | 1     | 4:38  | Сочи, Россия                   |                                                    |
| Поражение | 22-4   | Лоренц Ларкин                | Раздельное решение                    | Bellator 229                                       | 4 октября 2019   | 3     | 5:00  | Темекьюла, США                 |                                                    |
| Победа    | 22-3   | Майк Джаспер                 | Единогласное решение                  | Bellator 219                                       | 29 марта 2019    | 3     | 5:00  | Темекьюла, США                 |                                                    |
| Поражение | 21-3   | Дуглас Лима                  | Удушающий приём (со спины)            | Bellator 206                                       | 29 сентября 2018 | 5     | 1:58  | Сан-Хосе, США                  | Четвертьфинал Гран-при в полусреднем весе          |
| Победа    | 21-2   | Васо Бакоцевич               | ТКО (удар ногой в корпус)             | Bellator 203                                       | 15 июля 2018     | 1     | 1:06  | Рим, Италия                    |                                                    |
| Победа    | 20-2   | Чиди Нджокуани               | TKO (удары)                           | Bellator 182                                       | 25 августа 2017  | 1     | 4:08  | Нью-Йорк, США                  |                                                    |
| Поражение | 19-2   | Дуглас Лима                  | KO (удар)                             | Bellator 164                                       | 10 ноября 2016   | 3     | 1:21  | Тель-Авив, Израиль             | Потерял титул чемпиона Bellator в полусреднем весе |
| Победа    | 19-1   | Бенсон Хендерсон             | Единогласное решение                  | Bellator 153                                       | 22 апреля 2016   | 5     | 5:00  | Анкасвилл, США                 | Защитил титул чемпиона Bellator в полусреднем весе |
| Победа    | 18-1   | Дуглас Лима                  | Единогласное решение                  | Bellator 140                                       | 17 июля 2015     | 5     | 5:00  | Анкасвилл, США                 | Выиграл титул чемпиона Bellator в полусреднем весе |
| Победа    | 17-1   | Адам МакДоноу                | Единогласное решение                  | Bellator 122                                       | 25 июля 2014     | 3     | 5:00  | Темекьюла, США                 | Финал Гран-при в полусреднем весе                  |
| Победа    | 16-1   | Джастин Бэйсман              | KO (колено)                           | Bellator 118                                       | 2 мая 2014       | 1     | 1:41  | Атлантик Сити, США             | Полуфинал Гран-при в полусреднем весе              |
| Победа    | 15-1   | На-Шон Баррелл               | ТKO (удар ногой в корпус и добивание) | Bellator 112                                       | 14 марта 2014    | 1     | 0:41  | Хаммонд, Индиана, США          | Четвертьфинал Гран-при в полусреднем весе          |
| Победа    | 14-1   | Дэвид Гомес                  | Единогласное решение                  | Битва империй 3                                    | 15 декабря 2013  | 3     | 5:00  | Хабаровск, Россия              |                                                    |
| Поражение | 13-1   | Бен Аскрен                   | TKO (удары)                           | Bellator 97                                        | 31 июля 2013     | 4     | 2:58  | Рио-Ранчо, Нью-Мексико, США    | Бой за титул чемпиона Bellator в полусреднем весе  |
| Победа    | 13-0   | Лайман Гуд                   | Единогласное решение                  | Bellator 82                                        | 30 ноября 2012   | 3     | 5:00  | Маунт-Плезант, Мичиган, США    | Финал Гран-при в полусреднем весе                  |
| Победа    | 12-0   | Марюс Жаромскис              | ТКО (удары)                           | Bellator 78                                        | 26 октября 2012  | 1     | 2:14  | Дейтон, Огайо, США             | Полуфинал Гран-при в полусреднем весе              |
| Победа    | 11-0   | Джордан Смит                 | Единогласное решение                  | Bellator 74                                        | 28 сентября 2012 | 3     | 5:00  | Атлантик-Сити, Нью-Джерси, США | Четвертьфинал Гран-при в полусреднем весе          |
| Победа    | 10-0   | Деррик Кранц                 | ТKO (колено и удары)                  | Bellator 69                                        | 18 мая 2012      | 3     | 0:51  | Лейк-Чарльз, Луизиана, США     |                                                    |
| Победа    | 9-0    | Тайван Ховард                | KO (удар)                             | Bellator 63                                        | 30 марта 2012    | 1     | 1:26  | Анкасвилл, Коннектикут, США    | Дебют в Bellator                                   |
| Победа    | 8-0    | Кейси Ускола                 | TKO (удары)                           | FEFoMP — Battle of Empires                         | 17 декабря 2011  | 1     | 4:03  | Хабаровск, Россия              |                                                    |
| Победа    | 7-0    | Тадас Алексонис              | Удушающий приём («анаконда»)          | Union Of Veterans Of Sport — Russia vs. Europe     | 19 ноября 2011   | 2     | 4:25  | Новосибирск, Россия            |                                                    |
| Победа    | 6-0    | Тодор Железников             | TKO (удары)                           | WAFC — Open Championship of Vladivostok            | 28 мая 2011      | 1     | 3:46  | Владивосток, Россия            |                                                    |
| Победа    | 5-0    | Эльдад Леви                  | TKO (удары)                           | WAFC — Mayor’s Cup 2011                            | 7 мая 2011       | 2     | 3:47  | Хабаровск, Россия              |                                                    |
| Победа    | 4-0    | Абдула Дадаев                | Болевой приём (рычаг локтя)           | League S-70 — Sambo 70 vs. Spain                   | 21 апреля 2011   | 1     | 1:28  | Москва, Россия                 |                                                    |
| Победа    | 3-0    | Эдуарду Консейсау            | KO (удар коленом)                     | Fight Festival 30                                  | 12 марта 2011    | 1     | 0:11  | Хельсинки, Финляндия           |                                                    |
| Победа    | 2-0    | Анзор Карданов               | KO (колено и удары)                   | Union of Veterans of Sport — Cup of Friendship     | 4 декабря 2010   | 1     | 2:03  | Новосибирск, Россия            |                                                    |
| Победа    | 1-0    | Алексей Аранзаев             | Болевой приём (рычаг локтя)           | WAFC — International Pankration Tournament 7       | 23 октября 2010  | 1     | 1:00  | Владивосток, Россия            |                                                    |